# Uromyces gageae
Uromyces gageae är en svampart som beskrevs av Beck 1880. Uromyces gageae ingår i släktet Uromyces och familjen Pucciniaceae.   Inga underarter finns listade i Catalogue of Life.